# 26号工場
26号工場（26ごうこうじょう）は、北朝鮮（朝鮮民主主義人民共和国）北部、慈江道の道都江界市に所在するミサイル・弾薬工場。軍需工場であることを隠すために、江界トラクター工場（カンゲトラクターこうじょう）と偽装されることが多い。

## 概要
北朝鮮随一の軍需工業都市である江界市に所在し、冷戦末期には最も重要なミサイル製造工場として知られた工場である。工場正門の位置は、アメリカ合衆国ジェームズ・マーティン不拡散研究センター・東アジア不拡散プログラムのディレクターで核問題研究者・地政学者のジェフリー・ルイスによって特定された。従業員数は2万5,000人といわれている。山麓に立地し、製造部門は山中の巨大な地下施設に設置されている。ミサイルについては、主として外装の製造を担当している。
26号工場は、朝鮮半島最大の地下軍事施設であり、同工場は、リビア、シリア、イラン、イラク、エジプトへの輸出用弾薬を製造している。年間126,000発の迫撃砲弾と176万発のライフル弾の生産が可能である。1991年11月30日、工場で大爆発が起こった際、最大で1000人もの人が死亡したとされている。ただし、大韓民国の情報筋は、事故の生存者の証言にもとづき、爆発による死者の数のその6倍以上とみなしている。